# El Carmolí
El Carmolí (spanisch Volcán El Carmolí) ist der Vulkankegel eines erloschenen Vulkans der Volcanes del Campo de Cartagena am Ufer des Mar Menor. Die Anhöhe gibt dem gleichnamigen Dorf ihren Namen und liegt zwischen Los Urrutias und Los Alcázares, im Gemeindegebiet von Cartagena in der Región de Murcia in Spanien.
Der Gipfel ist leicht zugänglich und bietet einen hervorragenden Blick über das flache Umland und das ganze Mar Menor.

## Geographie

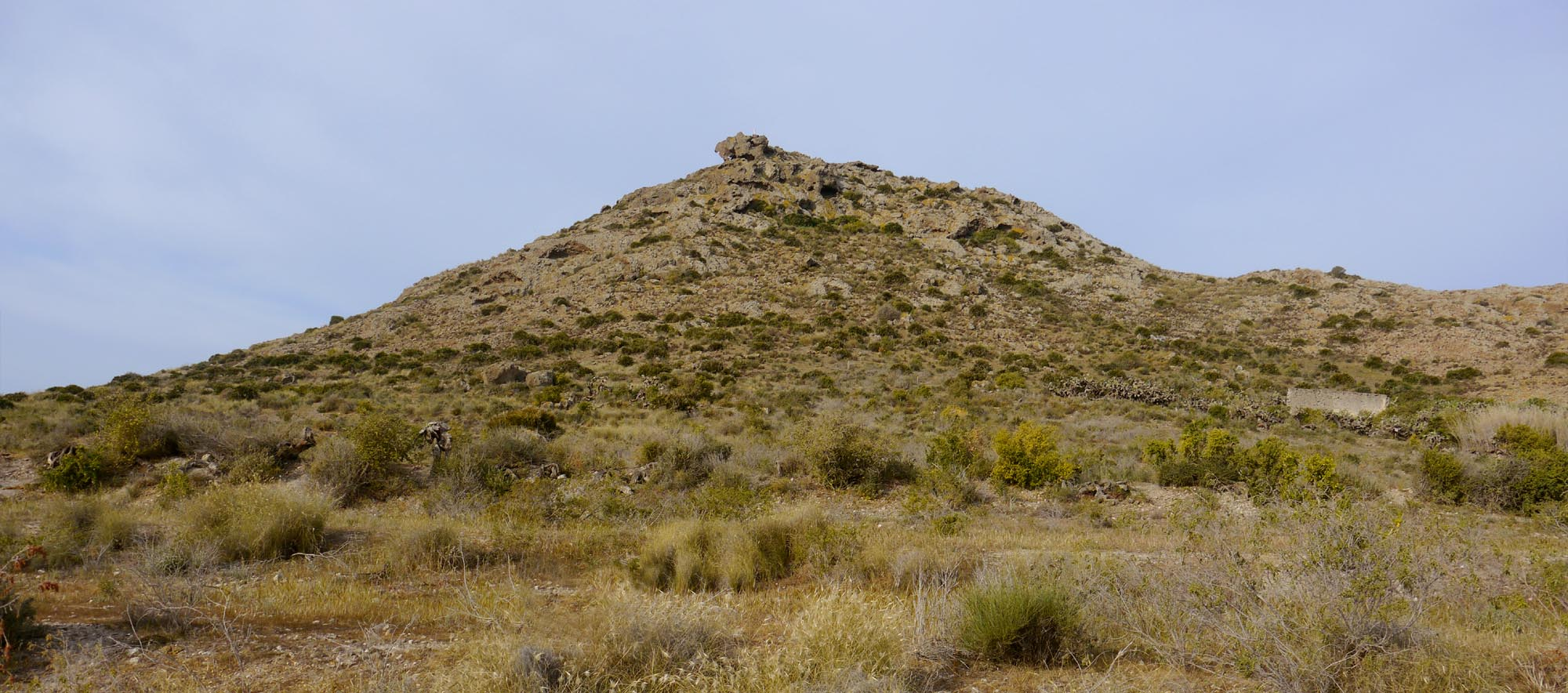
Gesamtansicht des Vulkankegels.

Der Berg liegt in etwa auf einer ost-westlichen Linie mit der Isla Perdiguera und der Isla Mayor. Er erhebt sich nur auf etwa 113 m und ist an seinen Hängen teilweise bebaut. Zum Gipfel kommt man am besten von Punta Brava aus, allerdings gibt es keinen befestigten Weg.
Der Vulkankegel ist stark erodiert, ein Krater ist nicht vorhanden, aber es gibt andere Spuren, wie Basaltprismen und Vulkanische Bomben.

### Siedlung
Das Dorf zieht sich vom Ufer des Mar Menor an der Nordflanke des Berges entlang. Es ist durch Immobilienspekulationen stark gewachsen, jedoch nicht so stark wie die benachbarten Orte. Viele der Ferienhäuser sind in der Zeit zwischen 1960 und 1990 entstanden. Seit den 2000ern gibt wieder eine leichte Zunahme der Bautätigkeiten und Bewohner, da der nahegelegene Flughafen Murcia-San Javier eine schnellere An- und Abreise ermöglicht.
Bereits vor dem spanischen Bürgerkrieg war bei El Carmolí ein Militärflugplatz entstanden, der von der Spanischen Republikanischen Luftwaffe (Fuerzas Aéreas de la República Española) zur Pilotenausbildung genutzt wurde (Escuela de Vuelo de Alta Velocidad). Später wurde der Flugplatz nur noch sporadisch von den Spanischen Luftstreitkräften genutzt.

### Vulkanismus
Der Berg entstand vor ca. 7 Mio. Jahren im oberen Miozän, etwa zu gleicher Zeit mit den bereits genannten Inseln des Mar Menor. Er besteht zum größten Teil aus Andesit, und zeigt einige pittoreske Felsformationen, wie den „Löwenkopf“ (Cabeza de león) am Osthang. Die Felsen sind sehr bröselig, so dass die Besteigung nur mit Vorsicht unternommen werden sollte.

## Umwelt und Naturschutz
Am El Carmolí finden sich wichtige Habitate seltener Tier- und Pflanzenarten. So findet man element der iberoafrikanischen Flora, wie Baumschlingen der Art Periploca angustifolia (cornical), Zwergpalmen (palmito, Chamaerops humilis), das Nachtschattengewächs Withania frutescens (oroval) und das Seidenpflanzengewächs Apteranthes europaea (chumberillo de lobo). Es gibt Hinweise darauf, dass seit römischer Zeit dort Würz- und Arzneipflanzen gesammelt wurden.
Immer wieder war der Berg schädlichen Einflüssen durch den Menschen ausgesetzt. Im Spanischen Bürgerkrieg wurden Tunnels in den Berg getrieben um Waffen zu lagern, große Gebiete wurden durch starke Beweidung geschädigt und weite Teile durch Industrie-Ansiedlungen und Wohnungsbauten verändert. Außerdem wurden immer wieder massenhaft Pflanzen gesammelt, wodurch bereits wichtige Teile zerstört wurden.

### La marina del Carmolí

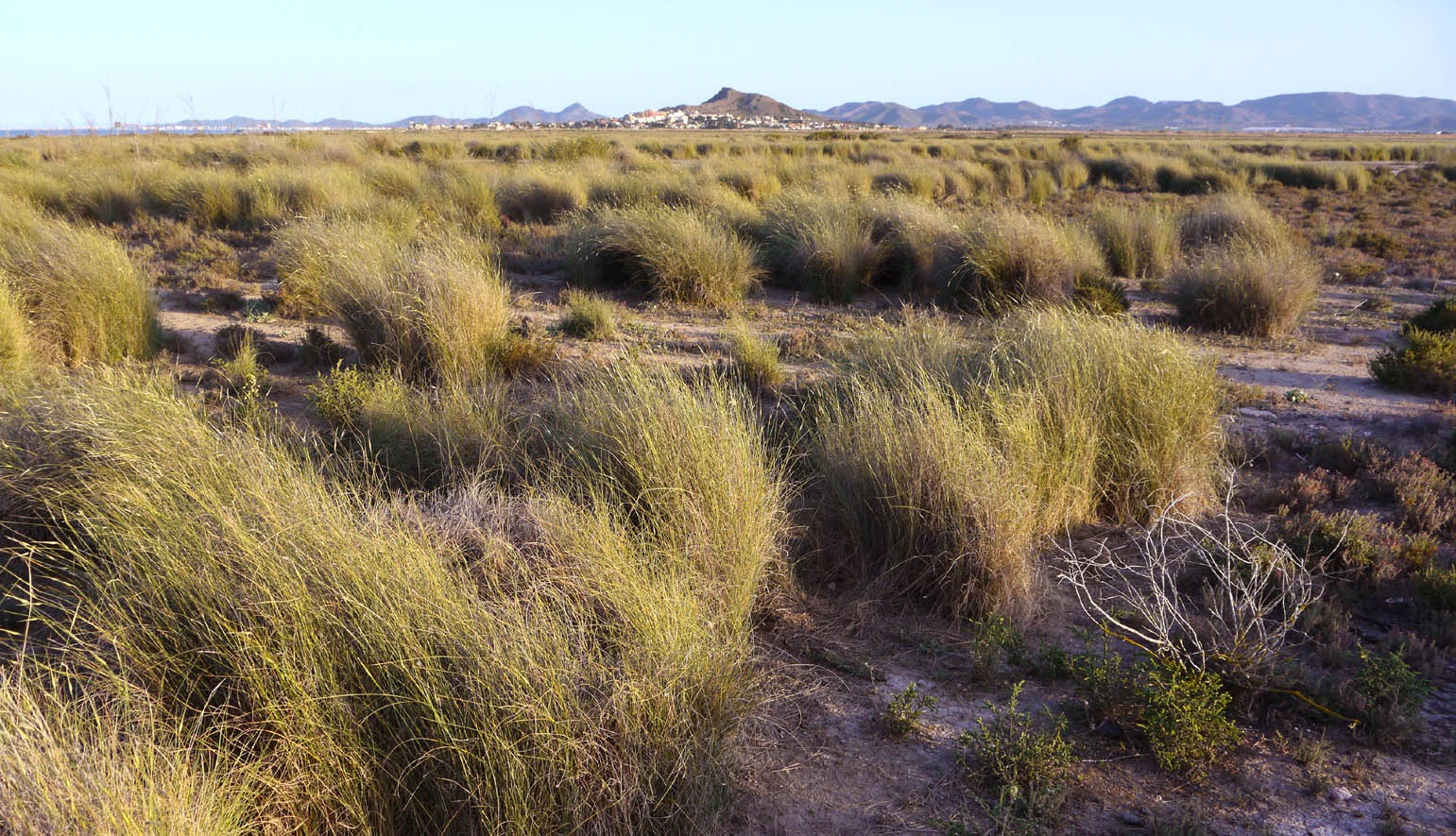
Espartogras-Wiese in der Marina del Carmolí. Im Hintergrund die Spitze des Carmolí.

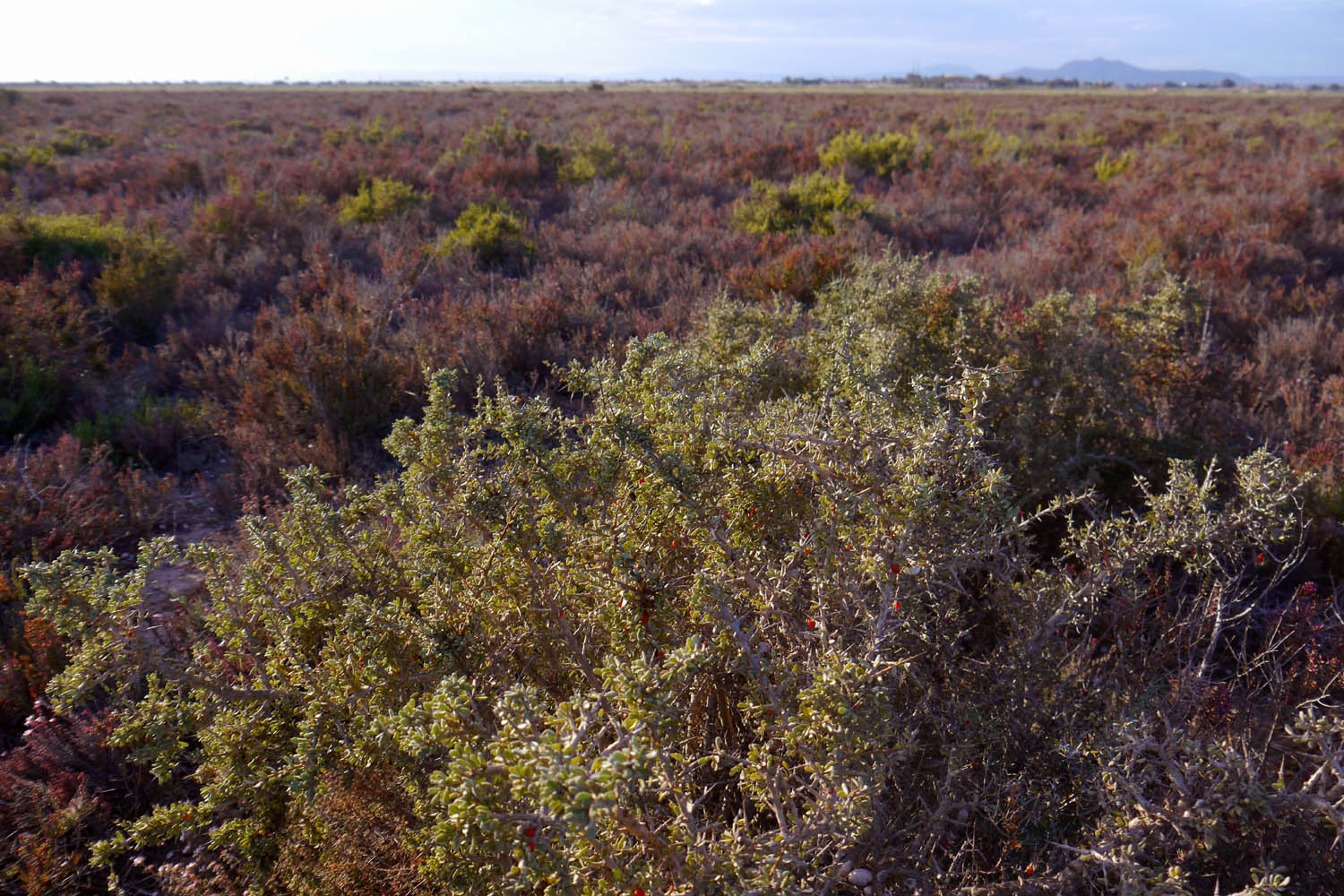
Vegetation der Salzwiesen.

Die Marina del Carmolí ist eine Salzwiesenlandschaft (saladar) nördlich des El Carmolí. Sie umfasst eine Fläche von 280 Ha, die kommunal zu den Gemeinden Cartagena und Los Alcázares gehört und zum Schutzgebiet des Naturparks Espacios Abiertos e Islas del Mar Menor gehört.
Durch die Salzwiesen verlaufen die Ramblas Miranda und El Albujón.

### Flora
Die Vegetation in der Marina besteht hauptsächlich aus salzliebenden Halophyten. In den Salzwiesen dominieren Suaeda vera (sosas), Sarcocornia fruticosa (salicornias), Strandflieder (Limonium cossonianum, lechugas de mar) und Tamarisken (Tamarix boveana, tarays). Häufig ist auch der Bocksdorn Lycium intricatum (cambrón). Die bedeutendsten Pflanzengesellschaften bestehen jedoch aus den iberischen Salzsteppen (Estepas ibéricas salinas) mit ihrem Bestand an Espartogras (Albardín) und Bläulichem Strandflieder (Limonium caesium, siempreviva morada).
Die Mündung der Trockentäler sind gekennzeichnet durch ausgedehnte Schilfrohrbestände (Phragmites australis, carrizos).

### Fauna
In den Gewässern und Tümpeln im Schutzgebiet findet man noch häufig den endemischen und stark bedrohten Spanienkärpfling (Aphanius iberus, fartet).
Seit einigen Jahren bemüht sich die Naturschutzorganisation „Asociación de Naturalistas del Sureste“ (ANSE) um die wiederansiedlung der Rotflügel-Brachschwalbe (Glareola pratincola, canastera), die aus der Region verschwunden war und mittlerweile wieder mit etwa 20 Brutpaaren in der Marina del Carmolí anzutreffen ist.

### Naturschutz
Die Ramblas, die das Gebiet der Marina del Carmolí durchqueren und in das Mar Menor münden, führen aus den bewässerten Feldern des Campo de Cartagena hochkonzentrierte Herbizide, Pestizide und vor allem Düngemittel mit sich, so dass das Mar Menor in der Gefahr steht, durch Eutrophierung Schäden zu entwickeln.
Die Finca de la Marina del Carmolí unterstand lange Zeit dem Ministerio de Defensa de España die in dem Gebiet einen Militärflughafen unterhalten hatte. 2012 urteilte der Oberste Gerichtshof Spaniens (Tribunal Supremo de España) jedoch, dass das Gelände an die ursprünglichen Eigentümer zurückgegeben werden sollte und die Eigentümer hatten vor die Bebauung voranzutreiben.
Momentan stehen sowohl der Monte del Carmolí als auch die Marina unter Naturschutz. Als Espacios abiertos e islas del Mar Menor haben sie den Schutzstatus Darüber hinaus erhielt sie den Status eines „Ortes mit herausragender Bedeutung für die Nation“ (Lugar de Importancia Comunitaria, LIC) und der Vogelschutzrichtlinie (Zona de Especial Protección para las Aves, ZEPA).